# مرکز اعتیاد و سلامت ذهن
مرکز اعتیاد و سلامت ذهن (انگلیسی: Centre for Addiction and Mental Health) که به کَـم‌ایچ (انگلیسی: CAMH؛ تلفظ: ‎/kæm.eɪtʃ/‎ ‏ KAM-aytch) مشهور است، یک بیمارستان روان‌پزشکی آموزشی در تورنتو است که ۱۰ شعبهٔ مختلف در مناطق مختلف شهر دارد. این بیمارستان در سال ۱۹۹۸ از ادغام ۴ مرکز مختلف درمانی شامل «مرکز سلامت ذهن خیابان کوئین»، «مؤسسهٔ روان‌پزشکی کلارک»، «بنیاد پژوهش‌های اعتیاد» و «مؤسسهٔ داون‌وود» ایجاد شد. این مرکز، بزرگترین بیمارستان روان‌پزشکی آموزشی در کشور کاناداست و تنها بیمارستانی در استان انتاریو است که بخش اورژانس آن، تنها به بیماری‌های روانی و ذهنی اختصاص دارد. این بیمارستان همچنین نقش مهمی در پژوهش‌های علمی روان‌پزشکی داشته‌است و گیرنده دی ۲ دوپامین در اینجا کشف شد.
علاوه بر اینها، این بیمارستان بزرگترین مرکز پژوهشی روان‌پزشکی و اعتیاد در کشور کاناداست و بیش از ۱۰۰ دانشمند و ۱۵۰ کارورز پژوهشی در آن مشغول به کار هستند. بودجهٔ پژوهشی این مرکز در سال مالی ۲۰۱۵–۲۰۱۴ میلادی ۴۴٬۳۸۴٬۲۳۰ میلیون دلار بود و بیش از ۵۰۰ مقاله علمی و پژوهشی منتشر کرد.